# Агафошина, Елизавета Александровна
Елизавета Александровна Агафошина (род. 28 ноября 2000 года; Москва) — российская конькобежка, 2-кратная чемпионка и многократная призёр чемпионата России, 3-кратная призёр юниорского чемпионата мира. Мастер спорта России (2018). Выступает за ГБУ СК «Мегаспорт» (Москва).

## Биография
Родилась в Москве, где и встала на коньки в возрасте 3-х лет. Её мама Татьяна Николаевна Агафошина - тренер по конькобежному спорту, работает в ЛД «Крылатское», тренировала свою дочь до 16 лет. Лиза стала заниматься профессионально в возрасте 7-лет. Её первыми соревнованиями стал турнир "Серебряные коньки" в 2008 году, а первая победа была на чемпионате Москвы в спринтерском многоборье в 2014 году. В 15 лет юная спортсменка стала серебряным призёром на молодёжном чемпионате страны.
В сезоне 2016/2017 дебютировала на юниорском Кубке мира, а в январе 2017 года стала участвовать в юниорских чемпионатах России. В марте на VIII зимней Спартакиаде молодёжи она выиграла "бронзу" в забеге на 500 метров. Через год Лиза Агафошина победила в многоборье на чемпионате России среди юниоров, а в ноябре 2018 года на Кубке мира среди юниоров выиграла серебряные медали в командном спринте и в командной гонке и была выбрана в юниорскую сборную страны. В феврале 2019 года она дебютировала на чемпионате мира среди юниоров и стала бронзовым призёром в командной гонке.
Лиза стала тренироваться на более короткие дистанции, хотя раньше были более длинные и стала тренироваться у Сергея Пронина и Дмитрия Дорофеева в одной команде с двоюродной сестрой Ангелиной Голиковой. В феврале 2020 года в Челябинске Елизавета выиграла чемпионат России среди юниоров в многоборье, а также по три золотые и серебряные медали на отдельных дистанциях. В марте на чемпионате мира среди юниоров взяла "серебро" в командном спринте и "бронзу" в командной гонке. В многоборье поднялась на 6-е место. В 2021 году заняла 7-е место в многоборье на чемпионате России.
На чемпионате России на отдельных дистанциях Лиза впервые выиграла серебряную медаль в масс-старте и дебютировала на Кубке мира в сезоне 2021/2022. В марте 2022 года на VII зимней Всероссийской зимней Универсиаде стала чемпионкой в масс-старте. В декабре 2022 года на чемпионате России на отдельных дистанциях 21-летняя спортсменка выиграла золотые медали в командном спринте и в командной гонке, а также "серебро" в масс-старте. В конце января 2023 года Агафошина заняла 3-е место в спринтерском многоборье на чемпионате России и в феврале заняла 2-е место в финале Кубка России на дистанции 500 метров.
В марте на IV зимней Спартакиаде молодёжи в Челябинске она выиграла золотые медали в масс-старте и в командном спринте, серебряную в командной гонке и бронзовую в забеге на 500 метров. В сезоне 2023/2024 на чемпионате России на отдельных дистанциях выиграла серебряные медали в командной гонке и беге на 1000 метров. В январе 2024 года на чемпионате России в спринтерском многоборье заняла 5-е место, а в феврале на II Всероссийской Спартакиаде сильнейших она стала чемпионом в масс-старте. и в командной гонке, а также выиграла "бронзу" в забегах на 500 и 1000 метров.
В сезоне 2024/2025 на чемпионате России на отдельных дистанциях Елизавета выиграла "серебро" в командном спринте и в масс-старте, стала третьей в забеге на 500 метров.

## Личная жизнь
Елизавета Агафошина выпускница Российского государственного университета физкультуры в Москве на кафедре теории и методики конькобежного спорта, фигурного катания на коньках и кёрлинга. Она предпочитает проводить свободное время с книгой.